# Chiesa di San Tommaso Apostolo (Acquanegra sul Chiese)
La chiesa di San Tommaso Apostolo è la parrocchiale di Acquanegra sul Chiese, in provincia e diocesi di Mantova; fa parte del vicariato foraneo San Carlo Borromeo.
La chiesa si compone di tre navate, con un'ampiezza per la popolazione più che sufficiente. La torre campanaria che s'innalza aderente a questa chiesa verso nord è invece un bel monumento tardo-medievale o rinascimentale. L'edificio sacro è quanto rimane dell'abbazia benedettina di San Tommaso Apostolo, di origine medievale, che probabilmente dipendeva direttamente dall'abbazia di Leno.

## Architettura

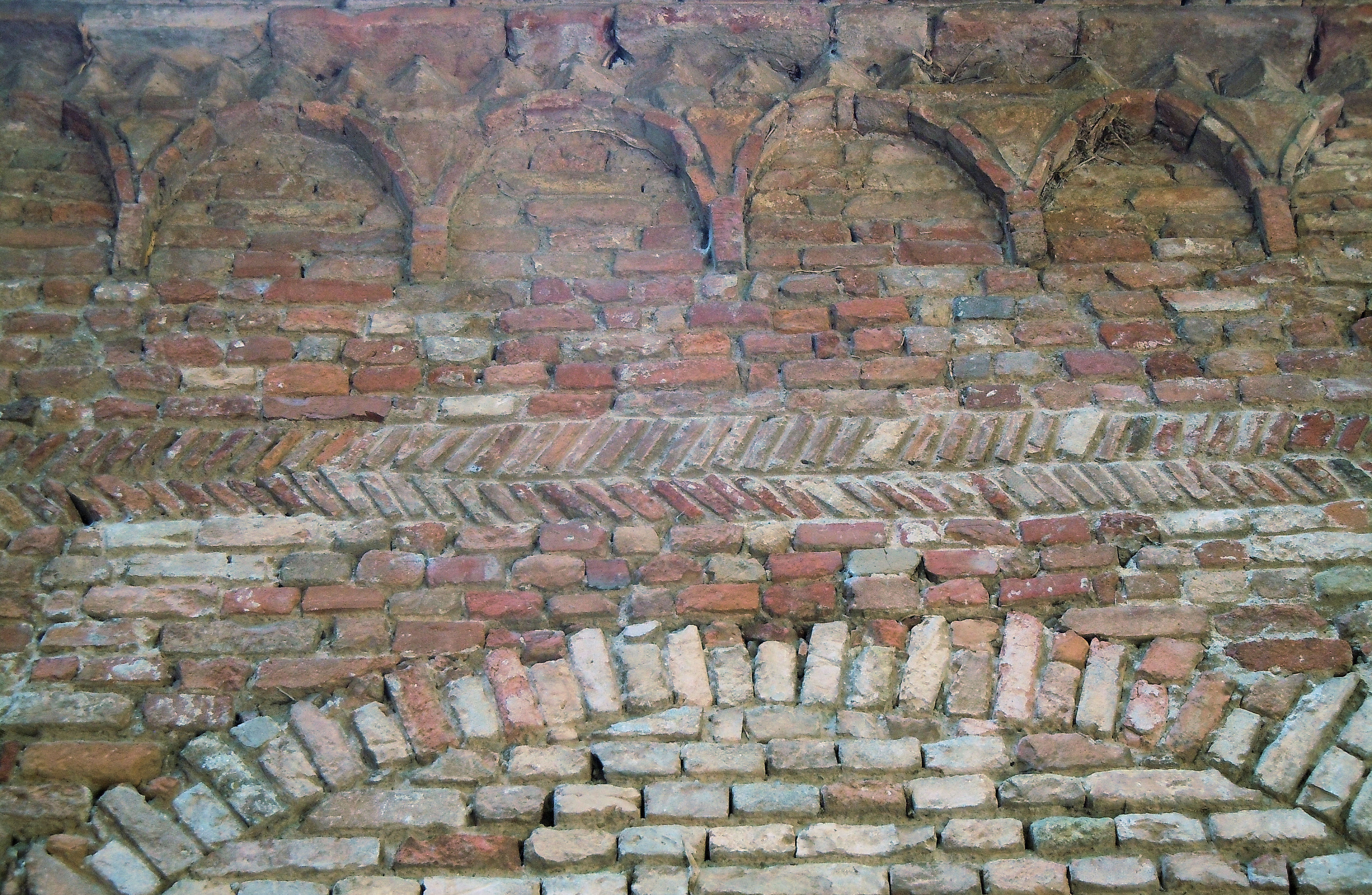
Particolare del muro perimetrale della chiesa di San Tommaso

L'edificio è una chiesa monastica romanica. Buona parte dei muri perimetrali sono originali, ma la facciata, le cappelle laterali, il campanile e la zona absidale sono frutto di rielaborazioni successive.
La chiesa, pertanto, presenta un interno e un esterno particolarmente modificati rispetto alla facies dell'epoca di costruzione. I muri esterni delineavano un edificio a mattoni con spesse giunture. Lesene e archetti pensili, con peducci a goccia, sottolineavano le nervature e le cornici. La muratura, non sempre ben leggibile, presentava interventi di opus spicatum. Probabilmente le absidi erano tre, e quella maggiore era illuminata da tre monofore. Invece la navata centrale era resa luminosa da otto monofore, quattro per lato.
Alcuni elementi esterni sono stati confrontati con le chiese di S. Fiorentino a Nuvolato (Quistello), di S. Lorenzo a Pegognaga, di S. Benedetto a Gonzaga; pertanto l'edificio romanico di Acquanegra potrebbe essere vicino a quella serie di luoghi di culto romanici mantovani, nati durante la stagione della Riforma gregoriana sostenuta da Matilde di Canossa – fine XI – inizio XII secolo -.
L'interno è a croce latina, a tre navate, con un transetto sporgente. Le attuali volte, però, costruite successivamente, impediscono la lettura dell'ambiente nel suo aspetto antico. Il tetto, molto probabilmente, era a capriate decorate, con mensole d'appoggio, ancora visibili nel sottotetto. La navata centrale comunica con quelle laterali attraverso archi, retti da pilastri in cotto, costruiti a sacco, che poggiano su elementi marmorei e sono coronati da capitelli a cubo scantonato. Alla crociera sono poi quattro arconi, che si aprono sull'abside, sulla navata e sul transetto; quelli che immettono nel transetto risultano più bassi degli altri. Elementi della cripta sono visibili attraverso l'accesso, collocato a sinistra, presso l'unico pilastro poligonale. L'edificio, orientato, per le caratteristiche evidenziate è databile alla fine del secolo XI: una datazione che collima con la documentazione scritta sul monastero.

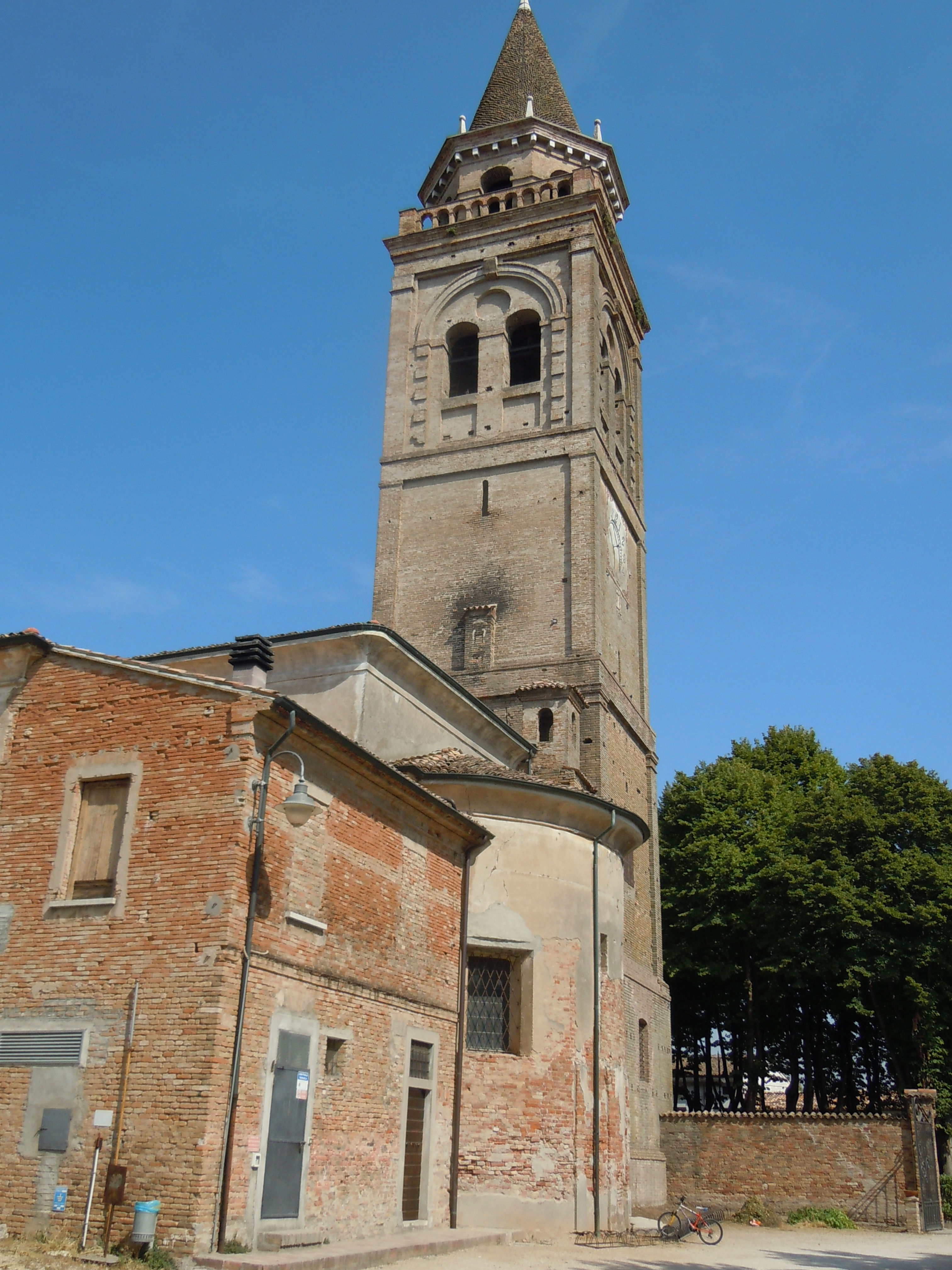
Campanile della chiesa di San Tommaso

Il profondo presbiterio e il largo transetto rivelano, inoltre, la funzione di chiesa per i monaci che San Tommaso ospitava, e il complesso abbaziale, quasi sicuramente, si sviluppava sul lato meridionale dell'attuale edificio. Nel presbiterio era ospitato il coro e al mattino si salutava il sole, simbolo di Cristo. In quell'ambiente dominava la luce perché lì era simboleggiata la Gerusalemme Celeste. 
Nella navata, invece, la luce alta conduceva dalla penombra della dimensione terrena all'estatica considerazione del divino, simbolicamente collocato sulla parte superiore. Sulle pareti si ponevano exempla, storie, immagini che servissero a vivere bene la propria vocazione in questa lontananza dal paradiso celeste, per meritarlo.
Così l'edificio di Acquanegra dopo la sua edificazione fu subito decorato.

## Affreschi

### Iconografia
Le figure rappresentate nella navata sono quarantaquattro. Attraverso l'analisi dei nomi scritti accanto ad esse o attraverso l'identificazione dei versetti biblici scritti sui cartigli che esse mostrano, è stato possibile identificare i seguenti personaggi: Malachia, Sofonia, Nahum, Michea, Giuda Maccabeo, Giuditta. Si è inoltre notato che la loro collocazione in serie segue la sequenza dei testi biblici. Allo stato attuale degli studi si può, pertanto, legittimamente ipotizzare che le figure sulle pareti della navata rappresentino, in ordine, i testi dell'Antico Testamento.
Nella narrazione continua, sopra gli archi della parete sinistra, per chi entra, è rappresentata la storia del leone di San Girolamo, accusato ingiustamente di aver mangiato un asino ad esso affidato. Sopra gli archi della parete di destra, per chi entra, è raffigurata la storia di Balaam e l'asina. In controfacciata, è raffigurato il Giudizio universale.
Sull'arco trionfale sono raffigurate, molto probabilmente, scene tratte dal Genesi: la creazione di Adamo ed Eva, la cacciata di Adamo ed Eva dal Paradiso Terrestre e il loro lavoro. Sull'arco esterno del presbiterio, il profeta Elia che viene rapito in cielo, e la salita al cielo di Enoc. Non sono identificabili le rappresentazioni sull'arco esterno e sul muro a nord del presbiterio.

### Impaginazione
Le immagini erano inscritte in spazi geometrici diversi – triangolari e quadrangolari per lo più – e richiedevano tempi di osservazione differenti.
Il regista ha scelto le greche, le fasce a meandri variopinti, per guidare gli occhi dell'osservatore, che vi trovava così un elemento unificatore, ma anche rivelatore di novità, rispetto ai cicli di affreschi coevi. Le greche, difatti, per lo più abitate, delimitavano le pareti e i registri di figure più importanti, in verticale e in orizzontale, e creavano spazi illusivi nei quali far vivere figure e scene narrative.
In alto, nelle pareti della navata, egli vedeva figure a coppie, separate, ma anche illuminate, dalle monofore. Sul fondo bianco le figure apparivano sospese e, poiché mancavano elementi architettonici, sembravano appartenere ad uno spazio divino. Venivano in mente, soprattutto per i piedi verticali e a punte, modelli ottoniani e bizantini. I personaggi raffigurati erano enormi, vestiti elegantemente, e tenevano rotoli su cui si leggevano versetti biblici, a lettere rosse. A fianco delle figure il lettore medievale poteva leggere i loro nomi e scoprire che erano i libri dell'Antico Testamento, esposti in serie come davvero in una biblioteca.
L'attenzione del visitatore, a questo punto, si spostava sul registro sottostante, ove le terne di figure, di formato più piccolo di quelle superiori, erano delineate e incorniciate da un loggiato, a colonne variopinte. Le figure stanti, qui, apparivano come una frons scenae del tardo impero, che dava ad esse autorità ed immediatezza. Infatti le colonne colorate ritmavano e presentavano i restanti personaggi che raffiguravano i libri dell'Antico Testamento. 
Le figure, con i piedi orizzontali, stavano su di un pavimento giallo-oro, mentre avevano dietro uno sfondo bianco, che le spingeva ulteriormente in avanti, a colloquio diretto con l'osservatore. Anche loro avevano scritto, a fianco, i nomi e recavano in mano 'voluminà simili a quelli del registro superiore, su cui erano scritti, a lettere capitali rosse, versetti biblici. Senza dubbio si era colpiti dalla semplicità dell'impaginazione, ma anche dalla monumentalità della parata nel suo insieme.
In basso erano le storie, narrate per monaci o per visitatori colti: negli spicchi tra gli archi erano illustrati, in scene triangolari, episodi della vita di S. Gerolamo e di Balaam. In queste scene dominavano le figure, ma anche elementi architettonici e paesaggistici: loggiati, palazzi, alberi, colline.
Il fedele capiva che, dopo il peccato di Adamo, che lo aveva colpito appena entrato, perché dipinto sull'arco trionfale, attraverso la Bibbia e gli exempla di S. Gerolamo e Balaam, poteva vivere bene il suo presente.
Il visitatore medievale cominciava poi a leggere anche alcuni particolari della controfacciata. Era un Giudizio Universale, impaginato secondo le formule tradizionali.
In alto gli arcangeli, sotto la risurrezione dei corpi; ma era la figura di Cristo giudice, con a lato i santi e gli apostoli, che senza dubbio lo colpiva. Scendere con gli occhi significava vedere la fine dei tempi, quando i beati gioiranno e i dannati andranno all'inferno. Ancora più in basso, all'altezza del suo sguardo, vedeva i patriarchi che nel loro seno ricevono le anime. Anche qui osservava colori caldi, iscrizioni ovunque tra registri, e rimaneva colpito nel vedere gruppi di persone a lui contemporanee: governanti, sacerdoti e soprattutto monaci.
Negli spazi del rito – presbiterio, transetto e abside -, spazi più direttamente legati ai monaci, le immagini erano strutturate ancora con il legame alto della greca, e sugli arconi erano collocate scene costruite su di un elemento centrale che aveva figure laterali: sia Elia ed Enoc, sia la scena sull'arco esterno del presbiterio, a ovest, erano impaginate in tal modo. 
I gemini victi – Adamo ed Eva – erano stati sostituiti dai gemini victores – Enoc ed Elia - nel Paradiso, e con questi ultimi si ricordavano anche le lotte contro le eresie. Ai fedeli colti venivano in mente le pressoché coeve lastre marmoree del duomo di Modena e di quello di Cremona, con Enoc ed Elia.
In queste scene dominavano braccia alzate in preghiera, ali di angeli, strutture circolari: tutto invitava i monaci alla contemplazione dei misteri e delle epifanie. Ovunque dominava la ieraticità.
Così nella chiesa di Acquanegra erano presenti tutti gli elementi dei complessi decorativi di molti edifici sacri coevi. Storie tratte dalla Bibbia, exempla, visioni, e il Giudizio
Universale. Senza dubbio, dato che era un edificio monastico, nella navata prevaleva un messaggio destinato ai fedeli, nella zona presbiteriale un messaggio destinato ai monaci. Di grande novità era il rilievo dato ai libri delle Sacre Scritture, che dominavano quasi per intero le pareti della navata.

### Esecuzione
Gli affreschi romanici della chiesa abbaziale di San Tommaso ad Acquanegra sono ora solo parzialmente visibili: le cadute antiche di intonaco, l'inserimento delle volte, delle finestre, dell'organo e la stesura successiva di intonaco hanno reso frammentario l'insieme.
Non si conoscono tracce antiche di decorazioni nella zona sotto le volte, del transetto e dell'abside; a parte pochi elementi decorativi, riemersi dopo il restauro del coro ligneo. Gli affreschi recuperati sono generalmente poveri di colore, perché gli interventi a secco, in buona parte, sono perduti, e dei colori si vede, per lo più, la preparazione o l'impronta.
Gli affreschi, per tecnica esecutiva e per colori, sono divisibili in due cicli: uno più antico, sull'arco trionfale e sull'arco esterno del presbiterio, e un altro, immediatamente successivo e comprendente l'aula della navata centrale.
Il primo ciclo è caratterizzato da una tecnica esecutiva a secco, rapida, stesa direttamente sulla parete, senza segni guida, a parte i segni a compasso per le aureole. L'effetto è di grande freschezza, ma la lettura risulta difficile perché gli affreschi sono ormai poco visibili, e non sempre è agevole comprendere l'iconografia. Lo stile però è lombardo, con evidenti arcaismi, e sono stati fatti confronti con gli affreschi del sacello di Santa Maria Maggiore di Summaga.
L'altro ciclo della navata della chiesa, e della controfacciata, è leggermente posteriore. È caratterizzato da una stesura del colore a tratti a fresco, con abbondanti velature e rifiniture a secco. Il colore è steso dopo che sono stati tracciati i disegni preparatori, di colore bruno. È ricercata una evidente monumentalità, e nella partizione dello spazio si cerca una profondità scalata. Gli elementi sono propri dello stile lombardo con influssi tedeschi e bizantini.
La costruzione delle figure e l'uso del colore, a campiture semplificate, nonché l'impaginazione, hanno fatto pensare a modelli come le Bibbie Atlantiche, prodotte nell'Italia Centrale, tra la fine del secolo XI e la prima metà del successivo.
Sono inoltre stati fatti confronti con gli affreschi della Basilica benedettina di Sant'Angelo in Formis, di S. Pietro e S. Calocero a Civate, del battistero di Concordia Sagittaria, di S. Antonino a Piacenza, del refettorio di Nonantola, di S. Severo a Bardolino e della Parrocchiale di Fossacaprara a Casalmaggiore. I due cicli appaiono comunque riferirsi sempre al codice lombardo, e sono collocabili al primo quarto del secolo XII.
Le figure che rappresentano i libri dell'Antico e del Nuovo Testamento potrebbero davvero essere state concepite imitando modelli romani, sia affreschi sia miniature. 
Il fatto che il cenobio non dipendesse dall'ordinario diocesano e le caratteristiche degli affreschi – il ruolo centrale delle figure profetiche, le scene del Genesi, l'invito a leggere sulle pareti i versetti biblici e dalle pareti passare ai testi scritti, i modelli romani, tratti da affreschi o da miniature della Riforma - confermano che ad Acquanegra si viveva una stagione legata alla Riforma romana.
Probabilmente influì, su San Tommaso, la cultura del monastero del Polirone. Lo attesterebbe un manoscritto conservato a Oxford, del 1145. Questo codice contiene i libri XII-XX delle Antiquitates Iudaicae e il De Vetustate Iudaeorum di Giuseppe Flavio, testi molto importanti per la storia, considerata un utile strumento per comprendere le Sacre Scritture. Nel manoscritto è usata una decorazione che utilizza i modelli di Polirone. Non è sicuro che il codice sia stato copiato ad Acquanegra, che però probabilmente lo possedeva nel XIV secolo, come attesterebbe l'ex libris al f. 215v. Rimane certamente indicativo che l'unico manoscritto superstite dell'abbazia di San Tommaso contenga testi così importanti per la cultura monastica, e per di più strettamente collegato con la produzione polironiana.
Altro indizio di collegamenti con la cultura figurativa dell'abbazia benedettina di San Benedetto Po sarebbero le strette somiglianze esistenti tra gli affreschi di San Tommaso e le miniature di un maestro attivo a Polirone nel Salterio, ora conservato alla Biblioteca Comunale di Mantova, della fine del secolo XI, maestro che si sarebbe formato a Montecassino, o in uno atelier che ad esso si riferiva.

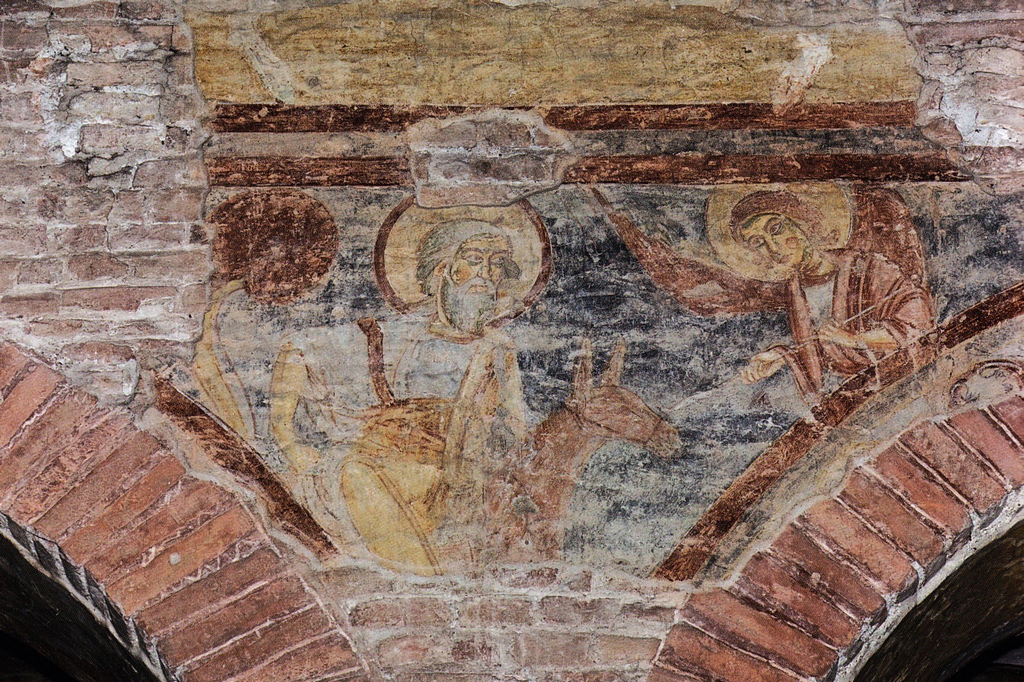
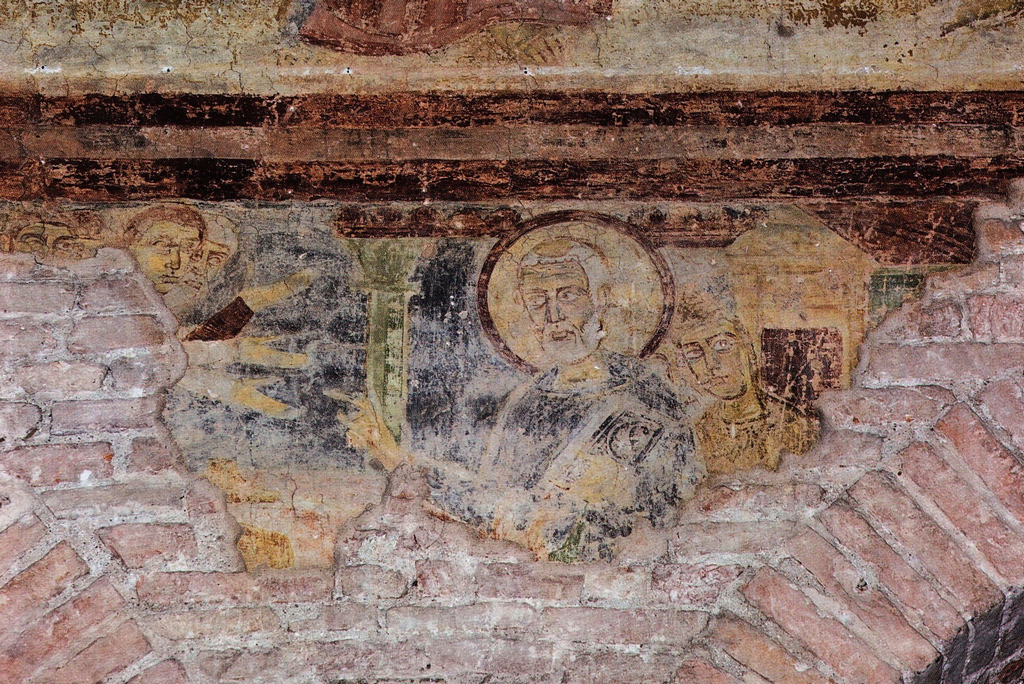
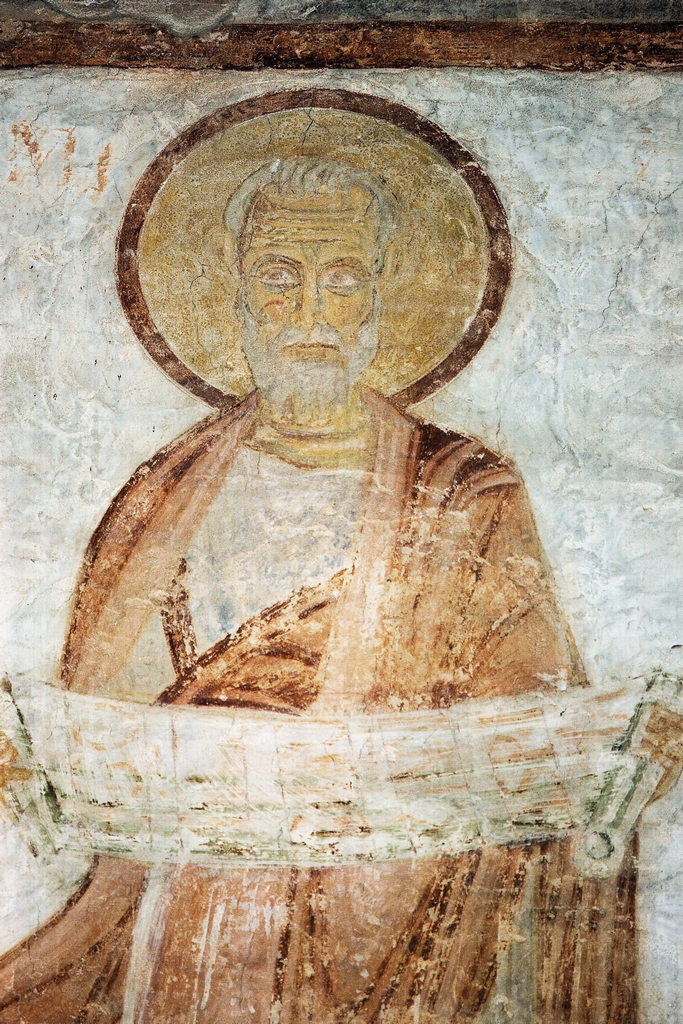